# Мосо
 Тази статия е за острова в Тихия океан.  За селото в Северна Италия вижте Мосо (Италия).  
Мосо (на езика Бислама Moso) е остров в Тихи океан в архипелага Нови Хебриди, с координати 17°34′00″ ю. ш. 168°17′00″ и. д. / 17.566667° ю. ш. 168.283333° и. д.. Той влиза в територията на Република Вануату и съгласно административното деление на страната попада в границите на провинция Шефа. Наред с това Мосо е включен и в островната група Шеферд. Разположен е в близост до остров Ефате, където се намира и столицата на Вануату – Порт Вила. Главен град на остров Мосо е град Соунал.
Островът е туристическа дестинация по маршрута Ефате, Емао, островната група Какула, остров Нгуна със своя поводен вулкан Норт Вате, през остров Лелепа и Еретока.